# Rue Conchette
La rue Conchette est une voie située dans la commune française de Thiers dans le département du Puy-de-Dôme.

## Situation et accès
La rue relie l'ancienne route nationale 89 devenue route départementale n°2089 à l'ancienne route nationale 106 devenue RD400, deux axes routiers majeurs de la ville. Elle est la continuité de la Rue du Bourg dont elle possède un axe Nord/Sud quasiment identique.
La rue accueille un grand nombre de commerces, principalement des coutelleries, ainsi que le cinéma Le Monaco.
Un arrêt de bus dessert le nord sur le réseau départemental Transdôme, des transports régionaux TER Auvergne des Transports Urbains Thiernois (TUT).

## Origine du nom
La Conche ou Conchette, est la coquille Saint-Jacques, et le nom de cette rue semble indiquer que les pèlerins du Pèlerinage de Saint-Jacques-de-Compostelle y passaient[réf. souhaitée].

## Bâtiments remarquables et lieux de mémoire

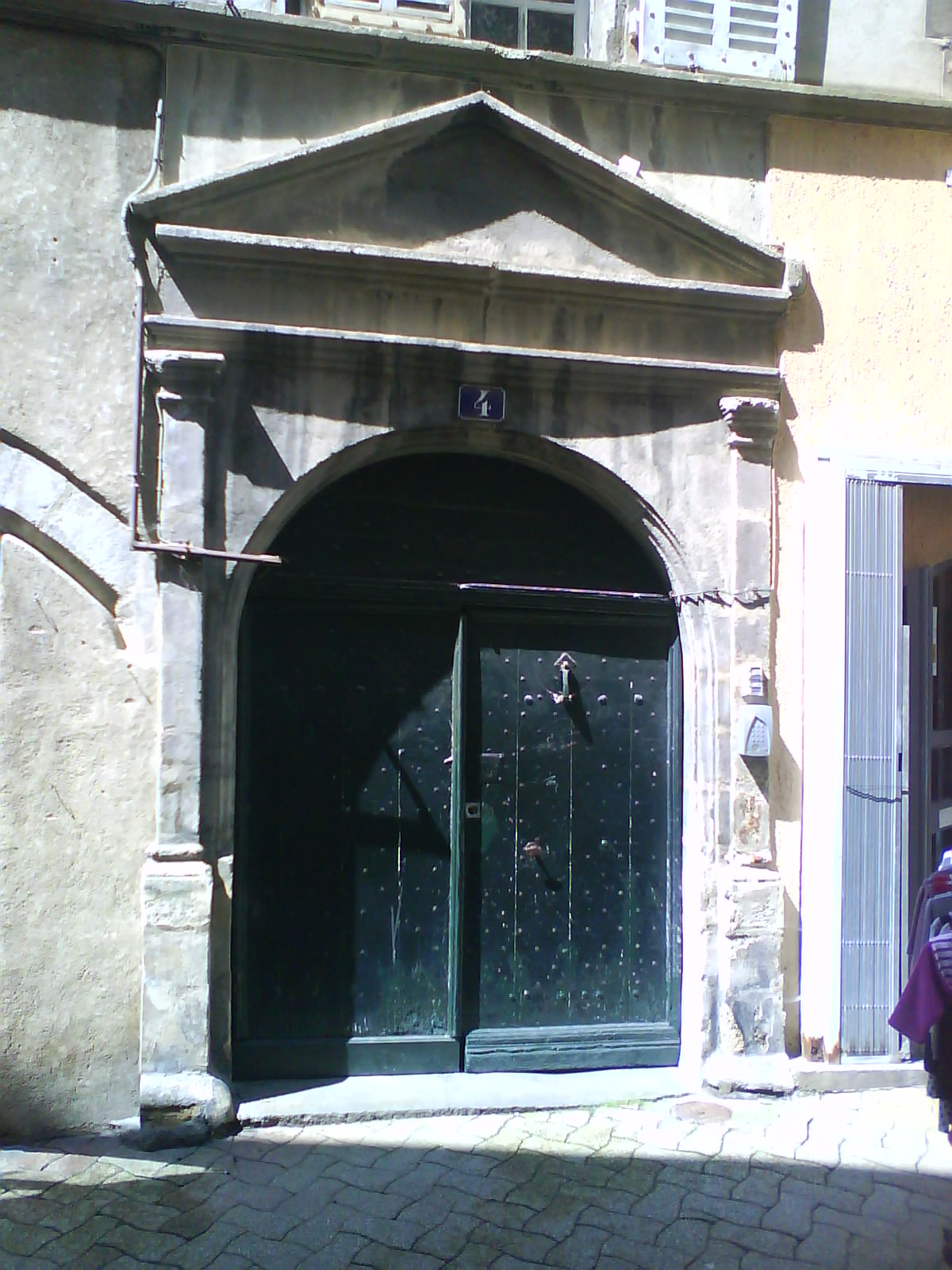